# Seston
Prin seston se înțelege totalitatea elementelor libere vii sau moarte, de mărimi diferite, care plutesc sau înoată în apă, cuprinzând atât suspensiile inerte (abioseston), cât și elementele biologice (bioseston) care pot fi reținute prin filtrare.
- biosestonul este format din organisme vii aflate în apa și cuprinde: [1]

- planctonul,
- neustonul,
- pleustonul,
- nectonul.

- abiosestonul sau triptonul este format din componente moarte ale sestonului precum:

- detritusul autohton (rezultat din activitatea planctonului, nectonului, pleustonului, si bentosului din respectivul bazin acvatic)
- detritusul alohton adus de apele ce vin în bazinul acvatic.

Conform standardelor din România, pentru apa potabilă sestonul nu trebuie sa depășească 1ml/m³.

## Clasificare dimensională
În funcție de dimensiunile particulelor, sestonul se clasifică în : 
- microseston = 0.7–35 µm
- mezoseston = 35–64 µm
- macroseston = 64–100 µm